# Basketball Club Žalgiris 2010-2011
Questa voce raccoglie le informazioni riguardanti il Basketball Club Žalgiris nelle competizioni ufficiali della stagione 2010-2011.

## Stagione
La stagione 2010-2011 del Basketball Club Žalgiris è la 18ª nel massimo campionato lituano di pallacanestro, la Lietuvos krepšinio lyga.

## Roster
Aggiornato al 25 marzo 2022.
| Žalgiris Kaunas 2010-11 | Žalgiris Kaunas 2010-11 |
| Giocatori               | Staff tecnico           |
| ----------------------- | ----------------------- |

| N. | Naz.                                                  | Ruolo | Nome                 | Anno | Alt.   | Peso   |  |
| -- | ----------------------------------------------------- | ----- | -------------------- | ---- | ------ | ------ |  |
| 5  | Stati Uniti (bandiera)                                | G     | Marcus Brown         | 1974 | 191 cm | 90 kg  |  |
| 6  | Slovenia (bandiera)                                   | P     | Aleksandar Ćapin     | 1982 | 186 cm | 78 kg  |  |
| 7  | Lituania (bandiera)                                   | AP    | Martynas Pocius      | 1986 | 197 cm | 90 kg  |  |
| 9  | Lituania (bandiera)                                   | P     | Mantas Kalnietis     | 1986 | 195 cm | 90 kg  |  |
| 10 | Lituania (bandiera)                                   | G     | Tomas Delininkaitis  | 1982 | 190 cm | 80 kg  |  |
| 12 | Lituania (bandiera)                                   | AG    | Tadas Klimavičius    | 1982 | 204 cm | 107 kg |  |
| 13 | Lituania (bandiera)                                   | AG    | Paulius Jankūnas (C) | 1984 | 205 cm | 108 kg |  |
| 15 | Bosnia ed Erzegovina (bandiera) · Slovenia (bandiera) | C     | Mirza Begić          | 1985 | 216 cm | 120 kg |  |
| 19 | Lituania (bandiera)                                   | A     | Mindaugas Kuzminskas | 1989 | 205 cm | 95 kg  |  |
| 20 | Lituania (bandiera)                                   | GA    | Dainius Šalenga (C)  | 1977 | 197 cm | 93 kg  |  |
| 21 | Lituania (bandiera)                                   | AP    | Artūras Milaknis     | 1986 | 195 cm | 90 kg  |  |
| 22 | Serbia (bandiera)                                     | C     | Boban Marjanović     | 1988 | 222 cm | 127 kg |  |
| 35 | Stati Uniti (bandiera)                                | AC    | Travis Watson        | 1981 | 203 cm | 115 kg |  |
| 41 | Stati Uniti (bandiera)                                | P     | DeJuan Collins       | 1976 | 188 cm | 85 kg  |  |
| 44 | Stati Uniti (bandiera)                                | C     | Trent Plaisted       | 1986 | 211 cm | 111 kg |  |
| 50 | Stati Uniti (bandiera)                                | C     | Omar Samhan          | 1988 | 211 cm | 120 kg |  |

| Allenatore |
| - Aleksandar Petrović (fino al 14 dicembre) - Rimantas Grigas (dal 14 dicembre fino al 15 gennaio) - Īlias Zouros (dal 15 gennaio) |
| Assistente/i |
| - Oliver Kostić - Īlias Kantzourīs (dal 15 gennaio) Legenda - (C) Capitano - (IN) Inattivo - Infortunato                           |

## Mercato

### Sessione estiva
| Acquisti | Acquisti              | Acquisti           | Acquisti      | Acquisti |
| R.a      | Nome                  | da                 | Modalità      |          |
| -------- | --------------------- | ------------------ | ------------- | -------- |
| G        | Tomas Delininkaitis   | PAOK Salonicco     | definitivo    |          |
| AG       | Paulius Jankūnas      | Chimki             | definitivo    |          |
| P        | DeJuan Collins        | Kavala             | definitivo    |          |
| A        | Mindaugas Kuzminskas  | Šiauliai           | definitivo    |          |
| C        | Omar Samhan           | Saint Mary's Gaels | definitivo    |          |
| P        | Vytenis Čižauskas     | Aisčiai Kaunas     | fine prestito |          |
| G        | Žygimantas Janavičius | Aisčiai Kaunas     | fine prestito |          |
| A        | Siim-Sander Vene      | Aisčiai Kaunas     | fine prestito |          |

| Cessioni | Cessioni              | Cessioni         | Cessioni       | Cessioni |
| R.       | Nome                  | a                | Modalità       |          |
| -------- | --------------------- | ---------------- | -------------- | -------- |
| P        | Šarūnas Vasiliauskas  | Kaunas Triobet   | prestito       |          |
| G        | Adas Juškevičius      | Rūdupis Prienai  | prestito       |          |
| C        | Mario Delaš           | Cibona Zagabria  | prestito       |          |
| AG       | Povilas Butkevičius   | Rūdupis Prienai  | prestito       |          |
| C        | Povilas Čukinas       | Aisčiai Kaunas   | fine contratto |          |
| P        | Vytenis Čižauskas     | Žalgiris-Sabonis | prestito       |          |
| G        | Žygimantas Janavičius | Šiauliai         | prestito       |          |
| A        | Siim-Sander Vene      | R. Ludwigsburg   | prestito       |          |
| C        | Mindaugas Kupšas      | Žalgiris-Sabonis | prestito       |          |

### Dopo l'inizio della stagione
| Acquisti | Acquisti          | Acquisti         | Acquisti         | Acquisti      |
| R.       | Nome              | da               | Data             | Modalità      |
| -------- | ----------------- | ---------------- | ---------------- | ------------- |
| C        | Mario Delaš       | Cibona Zagabria  | 28 novembre 2010 | fine prestito |
| C        | Boban Marjanović  | CSKA Mosca       | 31 dicembre 2010 | prestito      |
| P        | Vytenis Čižauskas | Žalgiris-Sabonis | 20 gennaio 2011  | fine prestito |
| C        | Trent Plaisted    | Cedevita Junior  | 3 febbraio 2011  | definitivo    |

| Cessioni | Cessioni          | Cessioni   | Cessioni         | Cessioni    |
| R.       | Nome              | a          | Data             | Modalità    |
| -------- | ----------------- | ---------- | ---------------- | ----------- |
| C        | Mario Delaš       | Šiauliai   | 28 novembre 2010 | prestito    |
| C        | Mirza Begić       | Free agent | 22 dicembre 2011 | rescissione |
| AP       | Dainius Šalenga   | Free agent | 18 gennaio 2011  | rescissione |
| P        | Vytenis Čižauskas | Nevėžis    | 20 gennaio 2011  | prestito    |